# Adelia
Adelia é um género botânico pertencente à família Euphorbiaceae.

## Sinonímia
- Ricinella Mull. Arg.

## Espécies
Gênero com 9 espécies. As principais são:
- Adelia barbinervis
- Adelia bernardia
- Adelia cinerea
- Adelia resinosa
- Adelia ricinella
- Adelia vaseyi
- etc.